# Посавец
Посавец (словен. Posavec) је насељено место у општини Радовљица, Горењска регија, Словенија.

## Историја
До територијалне реорганизације у Словенији био је у саставу старе општине Радовљица.

## Становништво
У попису становништва из 2011. Посавец је имао 387 становника.
| Број становника према пописима | Број становника према пописима | Број становника према пописима |
| ------------------------------ | ------------------------------ | ------------------------------ |
| 1991                           | 2002                           | 2011                           |
| 375                            | 373                            | 387                            |